# Джон Оби Микел
Джон Майкъл Нчеквубе Обина по известен като Джон Оби Микел (на английски: John Michael Nchekwube Obinna) е бивш нигерийски футболист роден на 22 април 1987 г. в Джос, Нигерия. Започва своята професионална кариера в норвежкия Люн от столицата Осло. След това през 2006 г. преминава в английския гранд Челси. Той играе и за националния отбор на Нигерия, за които има 37 мача и 2 гола.

## Кариера в Челси
Двадесет и една-годишният в началото на сезон 2008/2009, физическата и футболна зрялост на Микел на тази млада възраст е видна.
Заедно с неговия млад африкански приятел в Челси, Саломон Калу, той все повече изглежда неделима част след като подобрява сръчността си през сезон 2006/2007, неговият първи в Англия.
Микел става допълнение към състава на Челси през лятото, след кампанията, в която Сините осигуряват втората си поредна титла в първенството. Постигат съгласие с Манчестър Юнайтед и норвежкия ФК Люн (Осло), позволяват на Челси да подпишат с тогава деветнадесет-годишният нигерски полузащитник за 16 млн. паунда.
Младият играч се доказва по-рано същата година в Африканската купа на нациите, като дебютът му за националния му отбор идва през август 2005 г.
Преди това звездата на Микел изгрява на младежкото Световно първенство под 20 години, където е избран за втория най-добър играч в турнира, а Нигерия достига финал. Той тренира с Челси една седмица през зимата на 2004 г. и Жозе Моуриньо пожелава да подпише договор с него.
Мениджърът тогава казва: „Всички го харесаха много, не само аз. Играчите бяха впечатлени от младежът, който дойде и тренира с нас с такова качество. По-късно го видяхме в Африканската Купа да играе като гигант. Той беше на невероятно ниво и ние знаехме какъв играч може да бъде.“
Последвалият трансфер на Калу същото лято и пристигането на Микел потвърждават решителността на Челси да прибави млади таланти в основния си състав, освен да налага звездите.
Изглаждайки някои сериозни неточности на и извън игрището, Жозе Моуриньо използва все повече таланта на Микел, особено когато изисква повече подаване на голяма площ.
Избран за Млад играч на годината за Челси, той преодолява контузия седмица преди финала на ФА Къп 2007 и играе цял мач при победата на неговия отбор.
Неговият сезон 2007/2008 показва, че той продължава да израства в „ролята на Макелеле“ и в края на кампанията той е изиграл повече мачове на тази позиция от по-възрастния му съотборник.
Но има и пречки. Злощастното му изгонване от терена срещу Манчестър Юнайтед на Олд Трафорд в първия мач на Аврам Грант е последвано от друг червен картон, в полуфинала в Карлинг Къп срещу Евертън, неговият четвърти след присъединяването му към Челси.
В Африканската Купа на Нациите Микел получава следващото си наказание, но то е несъществено, тъй като турнира в Гана е много силен главно за Нигерия, а Микел е техният най-силен играч.